# Stories of Lost Souls
Stories of Lost Souls è un film corale del 2005 diretto da Mark Palansky, Deborra-Lee Furness, Andrew Upton, Col Spector, Toa Stappard, William Garcia, Illeana Douglas, Paul Holmes. In Italia è stato distribuito solo per il mercato home video.

## Trama
Ai confini tra illusione e realtà, sette storie di anime perse.

### The Same
Tutte le sere un nano attende con ansia il rientro della bellissima ragazza che vive accanto a lui. Per conquistarla farebbe di tutto, anche commettere un crimine.

### Euston Road
Due uomini parlano nel bar di un hotel. Si trovano con sette interrogativi e sette terribili alternative ma il tempo è davvero poco.

### Standing Room Only
Un gruppo di ragazzi è in fila per vedere uno spettacolo del loro idolo, ma avranno molto più di quello che si aspettano.

### Supermarket
I divi di Hollywood devono essere sempre delle celebrità, anche se vanno a fare la spesa al supermercato sotto casa.

### New Year's Eve
Durante una festa molto noiosa, una ragazza decide di sedurre un uomo più grande di lei nonostante il disappunto dei suoi amici. La notte di capodanno le riserverà delle sorprese.

### Bangers
Qualcosa di molto strano accade quando una ragazza con una grande immaginazione decide di cucinare per la madre.

### A Whole New Day
Un uomo si risveglia in quella che crede essere la sua casa, completamente vuota e senza mobili. È convinto che la moglie lo abbia lasciato portandosi via i figli e tutte le sue cose. Gli rimane solo il suo cellulare.